# Rudi Mirke
Rudolf "Rudi" Mirke (Breslau, 16 de juny de 1920 - Berlín, 10 de desembre de 1951) fou un ciclista alemany, professional des del 1946 fins al 1951. Va combinar tant la ruta com el ciclisme en pista, on va obtenir els majors èxits.

## Palmarès en ruta
- 1944
  -  Campió d'Alemanya amateur en ruta

## Palmarès en pista
- 1943
  -  Campió d'Alemanya en Tàndem (amb Georg Voggenreiter)
- 1944
  -  Campió d'Alemanya en Tàndem (amb Georg Voggenreiter)
- 1946
  -  Campió d'Alemanya de Madison (amb Harry Saager)
- 1947
  -  Campió d'Alemanya de Madison (amb Hans Preiskeit)